# Грондона
Грондо̀на (на италиански: Grondona; на пиемонтски: Grondouna, Грондоуна, на местен диалект: Grondonn-a, Грондон-а) е село и община в Северна Италия, провинция Алесандрия, регион Пиемонт. Разположено е на 303 m надморска височина. Населението на общината е 549 души (към 2010 г.).